# 10269 Tusi
10269 Tusi (1979 SU11) là một tiểu hành tinh vành đai chính được N. S. Chernykh phát hiện vào ngày 24 tháng 9 năm 1979 ở Đài quan sát vật lý thiên văn Crimean. Tiểu hành tinh này được đặt theo tên của Nasir al-Din al-Tusi.